# 리튬이온 중합체 전지

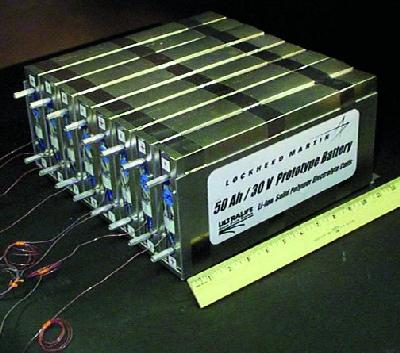
NASA 글렌 연구센터의 시제품

리튬 이온 중합체 전지(리튬이온 폴리머 전지) 또는 리튬 폴리머 배터리(lithium polymer battery)는 안정성이 높고 에너지 효율이 좋은 고체 또는 젤 상태의 고분자를 전해질로 사용하는 리튬 이차 전지를 가리킨다. 전지가 파손되어도 발화하거나 폭발할 위험이 거의 없고, 무게를 기존 전지의 31％까지 줄일 수 있으며, 특히 제조 공정이 간단하여 대량 생산이 가능하다. 휴대 전화기, 노트북 컴퓨터, 캠코더 따위의 소형 기기에 주로 사용한다. 이러한 성질에서 재충전이 용이하며 중합체(폴리머)를 사용한 리튬 이온 전지이다.
좁은 의미의 폴리머 전지는 폴리머를 전해질로 사용한 것이다. 넓은 의미의 폴리머 전지는 전해질 이외에 음극과 양극의 활성 물질에 전도성 고분자 등을 이용한 것도 포함된다.

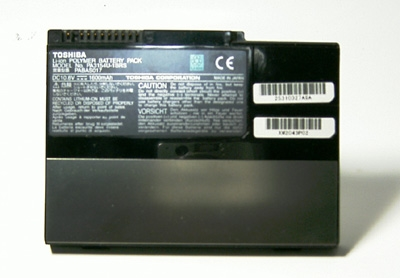
노트북용 폴리머 전지

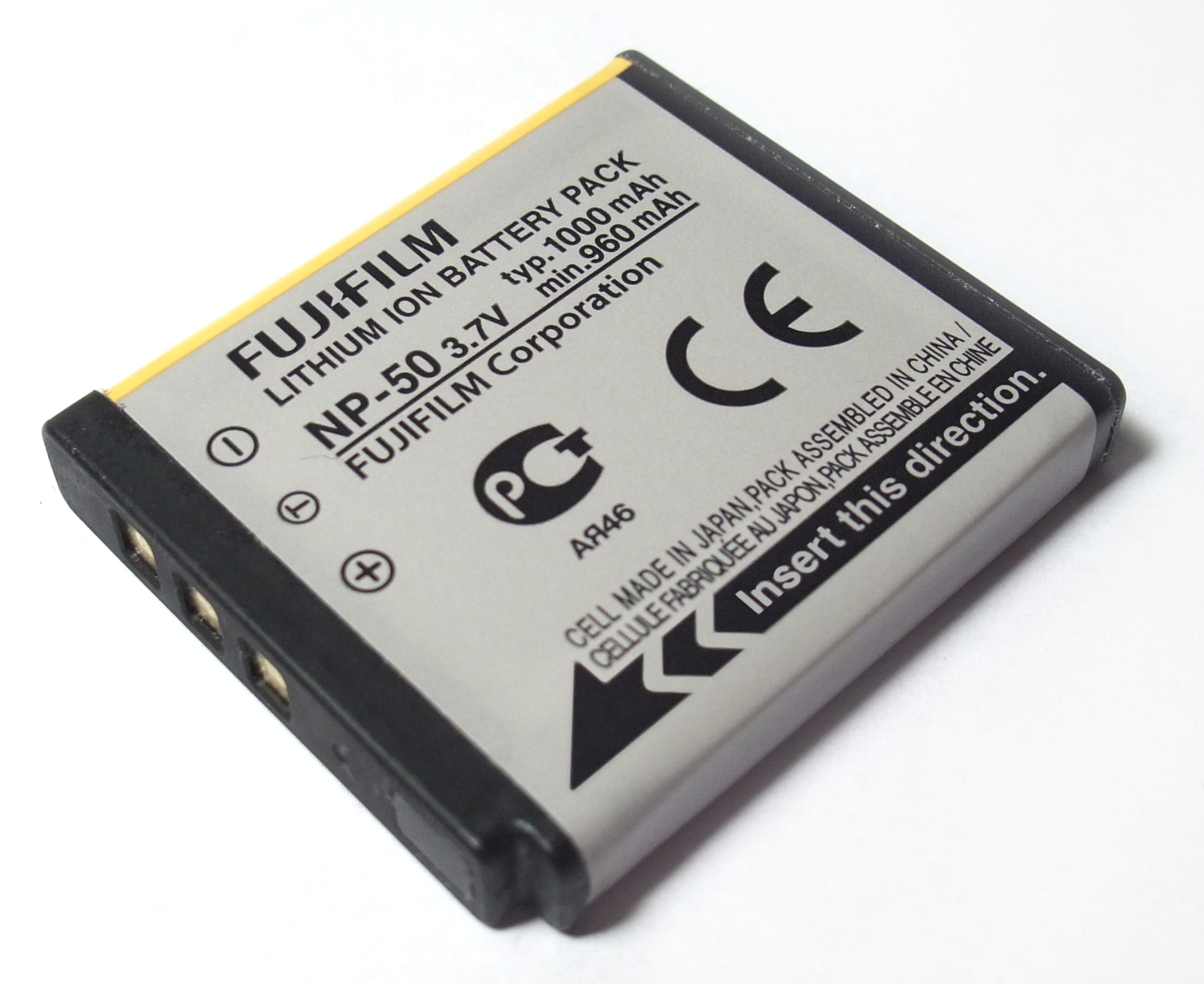
디지털카메라용 폴리머 전지

현재 휴대기기용으로 사용되고 있는 폴리머 전지는 Polyethylene glycol이나 Polyvinylidene fluoride으로 구성된 폴리머에 전기분해액을 포함시켜 교질화(겔화)한 것으로, 본질적으로는 리튬 이온 전지와 큰 차이가 없다. 하지만 전해질이 준고체상태이기 때문에, 용액이 거의 잘 새어나오지 않는다는 장점이 있다. 다른 방식의 2차 전지에 비해 상당히 가볍고, 메모리 효과도 매우 적다. 모양도 비교적 자유롭게 만들 수 있기 때문에 이용이 증가하고 있다. 애플의 노트북인 맥북, 맥북 프로에서 사용되기도 한다.

## 역사 및 특성
일반적인 리튬 이온 전지의 경우 리튬 이온이 자유롭게 전달될 수 있도록 전해액을 사용하였다. 이는 누액 가능성과 폭발 위험성이라는 단점을 가지고 있었는데 이를 해결하기 위해 나온 것이 리튬이온 중합체 전지이다. 리튬 고분자 전지의 경우 리튬 2차 전지에서 사용된 액체 전해질 대신 고분자 전해질을 사용해 이온 전도도와 안전성이 높다. 특히 이러한 특성은 리튬 고분자 전지의 유연성을 증가시켜 형상을 다양하게 설계할 수 있도록 만들어 주었다. 때문에 종이처럼 얇고 가벼운 것이 가장 큰 장점이다.

## 발달 과정
최근에는 고분자 전해질 대신 겔형 고분자 전해질을 사용함으로써 이온 전도도와 전극과의 접합성, 기계적 물성이 향상된 리튬 고분자 전지가 연구되고 있다.

## 같이 보기
- 리튬이온 전지